# جوار كلاو السفلى
قرية جوار كلاو السفلى (بالكردية: چوارکڵاوی خواروو)‏ هي إحدى قرى ناحية قورة تو في قضاء خانقين ضمن الحدود الإدارية لمحافظة السليمانية لأنها ضمن مناطق إدارة كرميان في إقليم كردستان العراق.